# Faraonul
Faraonul este un film românesc din 2004 regizat de Sinișa Dragin. Rolurile principale au fost interpretate de actorii Ștefan Iordache, Olga Tudorache, Adriana Butoi,Grigore Leșe.

## Distribuție
Distribuția filmului este alcătuită din:{{Coloane-listă|colwidth=30em|
- Adriana Butoi
- Olga Tudorache
- Richard Bovnoczki
- Ștefan Iordache — Costache Nicolau, zis Faraonul
- Paul Chiribuță
- Eugenia Bosînceanu
- Grigore Leșe

## Primire
Filmul a fost vizionat de 298 de spectatori în cinematografele din România, după cum atestă o situație a numărului de spectatori înregistrat de filmele românești de la data premierei și până la data de 31 decembrie 2014 alcătuită de Centrul Național al Cinematografiei.